# Златна потковица (Онтарио)
Златна потковица (Онтарио) (енгл. Golden Horseshoe, фр. Fer à cheval doré), је секундарни регион јужног Онтарија у Канади, који лежи на западном крају језера Онтарио, са спољним границама које се протежу на југ до језера Ири и на север до језера Скугог и језера Симко. Оово подручје обухвата област Великог Торонта и суседне општине вишег нивоа са значајним урбаним агломерацијама. Регион је најгушће насељени и најиндустријализованији део у Канади, са популацијом од 7.759.635 људи у свом језгру и 9.765.188 на ширем подручју, што чини да „Златна потковица” има преко 20 процената становништва Канаде и више од 54 процента становништва Онтарија.  „Златна потковица” је део коридора града Квебека до Виндзора, који је и сам део мегалополиса Великих језера.
Језгро „Златне потковице” почиње од Нијагариних водопада на источном крају Нијагариног полуострва и протеже се на запад, обавијајући се око западног краја језера Онтарио у Хамилтону, а затим скрећући на североисток до Торонта (на северозападној обали језера Онтарио), пре него што је коначно завршава у Кларингтону у регији Дурхам. Термин „Велика Златна потковица” (Greater Golden Horseshoe) се користи да опише шири регион који се протеже у унутрашњост од центра до области воденог пута Трент-Северн, као што је Питерборо, на североистоку, до Барија и језера Симко на северу, и до области Гранд ривера, укључујући центре као што су Брантфорд, регион Ватерлоа и Гвелф на западу. Подручје проширеног региона покрива приближно 33.500 km2 (12.900 sq mi), од чега је 7.300 km2 (2.800 sq mi) или приближно 22 процента површине покривено еколошки заштићеним „зеленим појасом”. Велика златна потковица чини врат полуострва Онтарио.

## Етимологија
Део имена потковица, (имена региона) потиче од карактеристичног облика регије у облику потковице на западном крају језера Онтарио. Златни део се историјски приписује богатству и просперитету региона, према канадском Оксфордском речнику.
Фразу Златна потковица први је употребио председник „Вестингхаус електрик корпоратион” Херберт Х. Р. у говору у Хамилтонској привредној комори 12. јануара 1954:
Хамилтон ће за 50 година бити носилац индустријског развоја у „златној потковици“ од Ошаве до реке Нијагаре -... 150 mi [240 km] дугачкој 50 mi [80 km] и широкој ... Проћи ће од Нијагариних водопада на југу до око Ошаве на северу и обухватити бројне градове и места која су већ тамо, укључујући Хамилтон и Торонто.
Аутор говора, који је заправо написао фразу, био је Чарлс Хантер Макбејн, извршни помоћник пет председника Вестингхауса, укључујући Рога.

## Дефиниција
„Златна потковица” је призната као географски регион од 1950-их, али је тек 13. јула 2004. године у извештају покрајинског Министарства за обнову јавне инфраструктуре под насловом Места за раст скован термин „Велика златна потковица”, проширујући границе на запад, до региона Ватерло, северно од округа Бари/Симко и североисточно до округа и града Питербороа.[5] Следеће издање објављено 16. фебруара 2005. додатно је проширило појам, додајући округе Брант, Халдиманд и Нортамберленд у сада квази-административни регион. Регион Велике златне потковице је званично означен у Уредби Онтарија 416/05[6] према Закону о местима за развој. Ознака Велика златна потковица је добила правни значај у погледу опорезивања. У априлу 2017. године Влада Онтарија је објавила планове да уведе 15 одсто пореза на шпекулацију грађана који не станују у области (НРСТ), грађанима који немају канадско држављанство, грађанима који немају стално боравиште у Канади  и предузећима који нису из Канада (са изузецима или попустима за избеглице, квалификоване студенте и одређене људе који раде у Онтарију)) и купују стамбене некретнине које садрже једну до шест јединица у Великој златној потковици (ГГХ).
Покрајинска транзитна управа Метролинк такође користи термин Велика златна потковица. Дефиниција Метролинк-а је у складу са оригиналном дефиницијом Плејс то гро из 2004. године. Међутим, град и округ Питерборо нису укључени.

### Етничка демографија
| Етничка група             | Популација | %     |
| ------------------------- | ---------- | ----- |
| Европљани                 | 5.088.240  | 56%   |
| Јужна Азија               | 1.068.520  | 11,8% |
| Источна Азија             | 787.365    | 8,7%  |
| Африканци                 | 523.230    | 5,8%  |
| Југоисточна Азија         | 391.870    | 4,3%  |
| Блиски исток              | 271.595    | 3%    |
| Амерички староседеоци     | 198.140    | 2,2%  |
| Латинска Америка          | 165.700    | 1,8%  |
| Остали                    | 202.945    | 2,2%  |
| Тотална популација (2016) | 9.245.438  | 100%  |